# Ширнина, Ольга
Ольга Ширнина (псевдоним klimbim) (Шверин, ГДР) — российская фотоколорист чёрно-белых фотографий, преподаватель и переводчица немецкого и английского языков.
Колоризовала несколько тысяч старинных фотографий. Среди её работ портреты множества знаменитых людей, в частности: Чехов, Маяковский, Ахматова, Толстой, Горький, Гагарин, Хрущёв, Мата Хари и другие. Большая серия портретов посвящены семье Романовых. Также Ольга отдает предпочтение фотографиям периода двух мировых войн, России начала XX века и Голливуду 1950-х годов.

## Биография
Ольга окончила Московский государственный лингвистический университет и защитила кандидатскую диссертацию по германистике. После учёбы работала преподавателем немецкого языка в Московском государственном педагогическом институте иностранных языков и в Алма-Ате. Работала переводчиком, переведя несколько книг.
Увлечение раскраской началось как хобби. Первые снимки раскрасила в 2011 году, это были фотографии голливудских звезд Позже познакомилась с интернет-клубом колористов. Там она была почти единственной россиянкой, и узнала, что колоризированных на тот момент русских фотографий было крайне мало. Ольга колоризовала ряд фотографий советских воинов Великой Отечественной войны. По словам Ольги, это вызвало шквал критики, как русофобской — со стороны европейцев, так и о точности окраски обмундирования — со стороны россиян, а также некоторую критику людей, которых возмущает сама колоризация чёрно-белых фотографий..
В 2016 году её фотоработы иллюстрировали книгу Пауло Коэльо о Мата Хари.
В 2017 в Государственной думе проходила выставка ко дню рождения В. И. Ленина, где выставлялись её работы без упоминания авторства.
В 2018 году фотореконструкции экспонировались в Екатеринбурге на майском форуме и в «Царские дни-2018», приуроченные к 150-летию со дня рождения императора Николая II и 100-летию трагической гибели Царской семьи. Затем прошла выставка «Последние дни династии Романовых» экспонировавшаяся в Екатеринбурге и в муниципальном Музее изобразительных искусств Нижнего Тагила. Фотореконструкциями Ольги оформлена главная страница интернет-портала Царская-семья.рф, созданного Екатеринбургской епархией. Также фотографии вошли в полноцветный «Царский календарь-2019», изданный Екатеринбургской епархией.
В августе 2019 прошла выставка «Романовы. Ожившие фотографии» в Марфо-Мариинской обители, приуроченная ко дню памяти преподобномученицы Великой княгини Елисаветы Феодоровны. В этом же году вышла книга на греческом и английском языках об истории семьи Романовых, иллюстрированная множеством фотографий. С её авторами, монахами греческого монастыря Иоанна Крестителя (Кипр), Ольга сотрудничала с 2017 года В ноябре 2019 года Музеи Московского Кремля обратились к ней в рамках акции «#180летфотографии», предложив поработать с уникальными снимками царской семьи, фотореконструкции которых были опубликованы на страницах Музеев в Facebook и Instagram.
В мае 2020 года на Facebook её аккаунт был заблокирован на 3 дня за публикацию фотографии, изображавшей Знамя Победы над рейхстагом. В сентябре 2019 года в Instagram и в июне 2020 года в Facebook удалялись её фотоработы, изображавшие солдат германской армии и нацистских лидеров. После многочисленных жалоб пользователей о «стирании истории», доступ к этим записям был восстановлен.

## Техника колорирования
Фотохудожница использует Photoshop, раскрашивая старые фотографии с помощью техники восстановления цвета и текстуры, позаимствованных с современных фотографий. Колоризация фотографий требует знания исторических цветовых особенностей одежды и различных объектов, индивидуальных особенностей персон на портрете, учёта освещенности сцены.

В работе колориста есть масса подводных камней, о которых нужно знать. Например, на одном из снимков Великая княжна Татьяна запечатлена в мундире с нагрудным лацканом, который выглядит чёрным. На самом деле лацкан ярко-жёлтый — в начале двадцатого века были камеры, которые так видоизменяли жёлтый и другие цвета. Или взять известное фото царской семьи, где Николай II, как многие считают, сидит в гимнастёрке цвета хаки. На самом деле это шелковая рубаха малинового цвета! Это элемент униформы 4-го стрелкового Императорской Фамилии полка. … Например, у меня есть один подписчик, он обожает британскую семью и постоянно подчёркивает, что кожа у Елизаветы и Маргарет — белейшая, а помада красная. Великие княжны, вероятнее всего, были светлокожими, хотя есть фото, где явно видны следы загара.

О цвете глаз Ленина, Чехова, Маяковского, Распутина, Керенского есть свидетельства современников. Если найти информацию не удается, полагаюсь на здравый смысл (у Чойбалсана или Хо Ши Мина глаза вряд ли были голубыми) и воображение. Нередко меня поправляют. Я несколько раз красила платья Джин Харлоу, первой платиновой блондинки Голливуда, в розовый цвет, пока её поклонники не написали мне, что она этот цвет терпеть не могла.
В 2016 записала обучающее видео о своей технике колоризации.